# 송정동 (구미시)
송정동(松亭洞)은 대한민국 경상북도 구미시 중심부에 위치한 동이다.

## 연혁
송정이라는 명칭은 옛날에는 울창한 숲속에 정자가 있었다하여 송정이라 불렀다. 정자의 이름은 미상으로 구전으로만 전한다. 임진왜란이 끝난 후 1605년 선조 38년 가선대부 유성태공이 전라도 완산(지금의 전주)에서 구미 사창 가람골에 피난와 수년을 거주하다가, 이곳 송정으로 이주하여 살면서 마을이 형성되어 5개의 자연부락으로 이루어져 있었으나, 시승격과 더불어 도시개발로 옛모습은 흔적도 찾을 수 없이 변모해 있다.
- 1914년 7월 15일: 구미면의 백산(柏山), 송정(松亭)과, 부산(扶山)동, 원평(元坪)동 일부를 합하여 송정동이 되었다.
- 1963년 1월 1일: 선산군 구미읍 송정동이 됨
- 1977년 2월 15일: 경상북도 구미지구출장소 원평지소 관할 송정동이 됨
- 1978년 2월 15일: 구미시 승격과 더불어 송정동 설치
- 1995년 1월 1일: 도.농통합 구미시 송정동이 됨[1]
- 2020년 7월 20일: 선주원남동에서 관할하던 송정동(법정동) 구역을 일괄 편입

## 법정동
- 송정동
- 원평동

## 교육 기관
- 송정초등학교
- 송정여자중학교